# Iluzija o Bogu
Iluzija o Bogu (eng.: The God Delusion) najprodavanija je nefikcijska knjiga iz 2006. godine engleskog biologa Richarda Dawkinsa, redovitog profesora na Novom kolegiju u Oxfordu i bivšeg pročelnika Katedre Charlesa Simonyija za javno razumijevanje znanosti na Sveučilištu u Oxfordu.
U Iluziji o Bogu Dawkins tvrdi da nadnaravni tvorac gotovo sigurno ne postoji i vjerovanje u osobnog Boga definira kao perzistentno lažno uvjerenje koje se drži unatoč predočenju snažnih protudokaza.
Do siječnja 2010. godine engleska je inačica Iluzije o Bogu prodana u preko 2 milijuna primjeraka. Dosegla je 2. mjesto na popisu najprodavanijih knjiga na Amazon.comu u studenome 2006. godine. Početkom prosinca 2006. godine dosegla je 4. mjesto na popisu najprodavanijih nefikcijskih tvrdouvezanih knjiga New York Timesa nakon devet tjedana provedenih na popisu. Na popisu je ostala sveukupno 51 tjedan sve do 30. rujna 2007. Njemačka inačica naslovljena Der Gotteswahn prodana je u preko 260 000 primjeraka do 28. siječnja 2010. godine. Ovo je djelo potaknulo komentare i reakcije sa svih strana, a mnogo je knjiga napisano kao odgovor na nju.

## Pozadina
Dawkins je u svojim prethodnim djelima o evoluciji raspravljao protiv kreacionističkih objašnjenja života. Tema Slijepog urara, objavljenog 1986. godine, govori o tome da evolucija može objasniti prividan dizajn u prirodi. U Iluziji o Bogu on se fokusira izravno na širok raspon argumenata rabljenih za i protiv vjerovanja u egzistenciju Boga (ili bogova).
Dawkins opetovano identificira sebe kao ateista, dok također ističe da je, u jednom smislu, on i agnostik, iako "samo do one razine do koje sam agnostik u pogledu vila pri dnu vrta".
Dawkins je dugo želio napisati knjigu u kojoj otvoreno kritizira religiju, no njegov ga je izdavač odgovarao od toga. Do 2006. godine njegov se izdavač zagrijao za ideju. Dawkins ovu promjenu uma pripisuje "četirima Bushevim godinama". Do tog je trenutka jedan broj pisaca uključujući Sama Harrisa i Christophera Hitchensa, koje je zajedno s Dawkinsom Robert Weitzel označio "Nesvetim Trojstvom", već bio napisao knjige koje otvoreno napadaju religiju. Prema mrežnom mjestu Amazon.co.uk knjiga je dovela do rasta od 50 % u njihovoj prodaji knjiga o religiji i duhovnosti (uključujući antireligijske knjige poput Hitchensova Bog nije velik) i pada od 120 % u prodaji Biblije.

## Sadržaj
Dawkins posvećuje knjigu Douglasu Adamsu i citira ovog romanopisca: "Zar nije dovoljno smatrati da je vrt lijep bez potrebe da se vjeruje da se pri njegovu dnu također nalaze vile?" Knjiga sadrži deset poglavlja. Prvih nekoliko poglavlja govori o tome da Bog gotovo sigurno ne postoji dok se u ostatku raspravlja o religiji i moralu.
Dawkins piše da Iluzija o Bogu sadrži četiri "osvješćujuće" poruke:
1. Ateisti mogu biti sretni, uravnoteženi, moralni i intelektualno ispunjeni.
2. Prirodni odabir i slične znanstvene teorije superiorne su "hipotezi o Bogu", iluziji inteligentnog dizajna u objašnjenju živog svijeta i svemira.
3. Djeca ne bi trebala biti obilježena religijom svojih roditelja. Pojmovi poput "katoličkog djeteta" ili "muslimanskog djeteta" trebali bi ljude činiti udvornima.
4. Ateisti bi trebali biti ponosni, ne apologetički, jer ateizam je dokaz zdrava, neovisna uma.[5]

### Hipoteza o Bogu
Na početku knjige Dawkins razlikuje ono što naziva "ajnštajnskom religijom" od nadnaravne religije, tvrdeći da potonju ne bi trebalo brkati s prethodnom. Einstein je napisao da je bio religiozan u tom smislu da je bio svjestan stvari izvan dohvata uma, "čija nas ljepota i sublimnost doseže tek neizravno i poput slaba odraza". No, Dawkins tvrdi, ovaj bog "je svjetlosnim godinama udaljen od intervencionističkog biblijskog Boga koji čudima slama, misli čita, grijehe kažnjava i na molitve odgovara". Predložena egzistencija ovog intervencionističkog Boga, koju Dawkins naziva "hipotezom o Bogu", postaje važna tema u knjizi. On drži da bi egzistencija takva Boga imala učinke na fizički svemir i, poput svake druge hipoteze, može se testirati i falsificirati.
Dawkins ukratko elaborira glavne filozofske argumente u korist Božje egzistencije. Od raznih filozofskih dokaza o kojima raspravlja, izdvaja argument iz dizajna radi podužeg razmatranja. Dawkins zaključuje da evolucija prirodnom selekcijom može objasniti prividan dizajn u prirodi.
On piše da je jedan od najvećih izazova ljudskom umu bio objasniti "kako nastaje složeni, nevjerojatan dizajn svemira", i predlaže da postoje dva nadmetajuća objašnjenja:
- hipoteza koja uključuje dizajnera, to jest, složeno Biće odgovorno za složenost koju vidimo.
- hipoteza, s podupirućim teorijama, koja objašnjava kako od jednostavnih početaka i principa može nastati nešto složenije.

Ovo je osnovni postav njegova argumenta protiv postojanja Boga, gambit ultimativnog Boeinga 747, u kojem raspravlja da je prvi pokušaj samoodbacivački, dok je drugi pristup korak unaprijed.
Pri kraju četvrtog poglavlja Zašto gotovo sigurno nema Boga Dawkins sumira svoje argumente i izjavljuje, "iskušenje (da se pripiše izgled dizajna samom stvarnom dizajnu) jest lažno zato što hipoteza o dizajneru odmah postavlja još veći problem o tome tko je dizajnirao dizajnera. Čitav problem s kojim smo započeli bio je problem objašnjavanja statističke nevjerojatnosti. Očito je da rješenje nije postulirati nešto još nevjerojatnije". Štoviše, u četvrtom se poglavlju iznosi da alternativa hipotezi o dizajneru nije izgled nego prirodna selekcija.
Dawkins ne tvrdi da je dokazima pobio Boga apsolutnom sigurnošću. Umjesto toga predlaže da kao opći princip prednost imaju jednostavnija objašnjenja (vidi Occamova oštrica) i da bi sveznajući i svemogući Bog morao biti krajnje složen. Upravo stoga on tvrdi da teorija svemira bez Boga ima prednost pred teorijom svemira s Bogom.

### Religija i moral
Druga polovica knjige počinje istraživanjem korijenâ religije i traženja objašnjenja njezine sveprisutnosti diljem ljudskih kultura. Dawkins zagovara "teoriju religije kao slučajna nusproizvoda – zatajivanja nečeg korisnog" kao na primjer umnog angažmana intencijskog stava. Dawkins predlaže da teorija mema, a naročito ljudska osjetljivost na religijske meme, može objasniti kako su se religije mogle širiti poput "umnih virusa" diljem društava.
Zatim prelazi na temu morala držeći da nam religija ne treba da budemo dobri. Naprotiv, naš moral ima darvinističko objašnjenje: altruistični geni, selekcionirani u procesu evolucije, daju ljudima prirodnu empatiju. Pita se, "biste li počinili ubojstvo, silovanje ili pljačku ako biste znali da ne postoji Bog?" On tvrdi da bi vrlo malo ljudi odgovorilo s "da" potkopavajući tvrdnju da je religija potrebna da se ponašamo moralno. U prilog ovome pogledu on elaborira povijest morala tvrdeći da postoji moralni Zeitgeist koji kontinuirano evoluira u društvu, općenito napredujući prema liberalizmu. Kako on napreduje, ovaj moralni konsenzus utječe na to kako religijski vođe interpretiraju svoja sveta pisma. Stoga, Dawkins tvrdi, moral nema korijene u Bibliji, već nas napredak vlastitog morala informira o dijelu Biblije koji kršćani prihvaćaju i onaj koji danas odbacuju.
Iluzija o Bogu nije tek obrana ateizma, već također prelazi u napad protiv religije. Dawkins gleda na religiju kao na subverzivnu znanost koja potiče fanatizam, hrabri bigotnost protiv homoseksualaca i utječe na društvo na ostale negativne načine.
Najviše ga razbješnuje poučavanje religije u školama što smatra indoktrinacijskim procesom. On izjednačava religijsko poučavanje djece koje provode roditelji i učitelji u vjerskim školama s oblikom mentalnog zlostavljanja. Dawkins smatra oznake "muslimansko dijete" ili "katoličko dijete" jednako pogrešno primjenjivim poput opisa "marksističko dijete" ili "torijevsko dijete" jer se čudi kako se mlado dijete može smatrati dovoljno razvijenim da ima takve neovisne poglede na svemir i mjesto čovječanstva u njemu.
Knjiga završava pitanjem da li religija, unatoč svojim navedenim problemima, ispunjava "toliko potreban jaz", pružajući utjehu i nadahnuće ljudima koji je trebaju. Prema Dawkinsu, ove su potrebe puno bolje ispunjene nereligijskim sredstvima poput filozofije i znanosti. On predlaže da je ateistički svjetonazor životno afirmativan na način na koji religija, sa svojim nezadovoljavajućim "odgovorima" na životne misterije, nikad neće biti. U dodatku se navode adrese za one "kojima je potrebna podrška u bijegu od religije".

## Kritike
Knjiga je izazvala žestoke reakcije, kako pozitivne tako i negativne, te je bila izdana s odobrenjem znanstvenika poput nobelovca i supronalazača strukture DNK Jamesa D. Watsona, harvardskog psihologa Stevena Pinkera, ali i popularnih pisaca fikcije i iluzionista Penna i Tellera. Unatoč svemu, knjiga je dobila podijeljene ocjene kritičara: Metacritic je izvijestio da je knjiga stekla prosječnu ocjenu 59 od 100 dok je London Review of Books kritizirao Richarda Dawkinsa zbog neprovođenja pravog istraživanja o ovoj temi svojega djela, religiji, i postavljanja slamnatog čovjeka da bi svoje argumente protiv teizma učinio valjanima. Knjiga je nominirana za najbolju knjigu na Britanskim knjižnim nagradama na kojima je Richard Dawkins imenovan piscem godine. Iluzija o Bogu potaknula je odgovore kako religijskih tako i ateističkih komentatora.
Oksfordski teolog Alister McGrath (pisac Dawkinsove iluzije? i Dawkinsovog Boga) tvrdi da je Dawkins ignorant o kršćanskoj teologiji i stoga nesposoban inteligentno se angažirati o religiji i vjeri. Dawkins odgovara na ovo pitanjem "morate li čitati o leprekologiji prije nego što se razuvjerite u leprekone?", a u mekouveznom izdanju Iluzije o Bogu referira se na američkog biologa PZ Myersa koji je satirizirao ovaj redak argumenta kao "dvoraninov odgovor". Dawkins je imao proširenu debatu s McGrathom na Književnom festivalu Sunday Timesa 2007. godine.
Kršćanski filozof Keith Ward, u svojoj knjizi Je li religija opasna? iz 2006. godine, raspravlja protiv stavova Dawkinsa i ostalih da je religija društveno opasna.
Etičarka Margaret Somerville sugerira da Dawkins "precjenjuje slučaj protiv religije", pogotovo njezinu ulogu u ljudskom sukobu. Mnogi Dawkinsovi branitelji tvrde da su kritičari općenito pogrešno razumjeli njegovu stvarnu misao. Tijekom debate na hongkonškom Radiju 3 David Nicholls, pisac i predsjednik Australske ateističke zaklade, ponovio je Dawkinsove osjećaje da je religija "nepotreban" aspekt globalnih problema.
Dawkins tvrdi da je "egzistencija Boga znanstvena hipoteza poput svake druge". On se ne slaže s Gouldovim principom nepreklapajućih magisterija (NOMA, engl. non-overlapping magisteria). U intervjuu u časopisu TIME Dawkins je izjavio:

Mislim da su Gouldovi zasebni odjeljci bili čisto politički posao u pridobivanju srednjoputaških religioznih ljudi za znanstveni tabor. No radi se o prilično ispraznoj ideji. Postoji mnoštvo područja gdje religija ne mari zbog hodanja po znanstvenim travnjacima. Svako vjerovanje u čuda izravno proturiječi ne samo znanstvenim činjenicama nego i znanstvenom duhu.
Astrofizičar Martin Rees sugerirao je da Dawkinsov napad na matičnu religiju nije koristan. S obzirom na Reesove tvrdnje u njegovoj knjizi Naše kozmičko stanište da "takva pitanja leže izvan znanosti; no ona su područje filozofa i teologa", Dawkins kaže "koje ekspertize teolozi mogu izreći o dubokim kozmološkim pitanjima, a znanstvenici ne mogu?" Drugdje je Dawkins napisao da "postoji potpuna razlika u svijetu između vjerovanja koje je netko spreman braniti navodeći dokaze i logiku, te vjerovanja koje je poduprto ničim više od tradicije, autoriteta ili objave."

### Debata oIluziji o Bogu
Dana 3. listopada 2007. John Lennox, profesor matematike na oksfordskom sveučilištu, javno je debatirao s Richardom Dawkinsom na Alabamskom sveučilištu u Birminghamu o Dawkinsovim nazorima izraženima u Iluziji o Bogu, te njihovoj valjanosti nad kršćanskom vjerom i protiv nje.
"Debata o iluziji o Bogu" označila je Dawkinsov prvi posjet Starom jugu i prvu značajnu raspravu o ovoj temi u "Biblijskom pojasu".
Događaj je bio rasprodan, a Wall Street Journal nazvao ga je "objava: u Alabami, građanska debata o Božjoj egzistenciji." Dawkins je debatirao s Lennoxom po drugi put u Prirodoslovnom muzeju Sveučilišta u Oxfordu u listopadu 2008. godine. Debata je bila naslovljena "Je li znanost pokopala Boga?" u kojoj je Dawkins rekao da, iako ga ne želi prihvatiti, može se postaviti razumno respektabilan slučaj za "deističkog boga, nekakva boga fizičara, boga nekoga poput Paula Daviesa, koji je smislio zakone fizike, boga matematičara, boga koji je sastavio svemir na prvom mjestu, a zatim se posjeo i gledao sve kako se zbiva", no ne za teističkog boga.

### Recenzije i odgovori
- Alvin Plantinga Dawkinsova konfuzija[54]
- Anthony Kenny Znanje, vjerovanje i vjera[55]
- Thomas Nagel Strah od religije[56]
- Michael Ruse Chicago Journals Review[57]
- Richard Swinburne Odgovor Richardu Dawkinsu[58]
- John Cornwell Pitanje poštovanja[59]
- Alister McGrath i Joanna Collicutt McGrath Dawkinsova iluzija?[60]
- H. Allen Orr Misija za preobraćenje[61]
- Terry Eagleton London Review of Books Zamahivanje, mlaćenje, udaranje u prazno:[62]
- Antony Flew Recenzija Iluzije o Bogu[63] – Dawkinsov odgovor[64]
- Murrough O'Brien iz The Independenta Čajniče naš koji jesi na nebesima[65] Dawkins odgovara:[66]
- Marilynne Robinson Recenzija Iluzije o Bogu, Harper's Magazine 2006.[67]
- Simon Watson, Dawkinsova Iluzija o Bogu i ateistički fundamentalizam, antropoetika: The Journal of Generative Anthropology (proljeće 2010.)[68]
- The Pod Delusion, tjedni podcast urednika Jamesa O'Malleyja u kojoj se iznose monolozi amaterskih doprinositelja koji dijele Dawkinsov svjetonazor.

### Knjižni odgovori
Kritičari su reagirali snažno na Dawkinsove argumente, a mnoge su knjige napisane kao odgovor na Iluziju o Bogu. Na primjer:
- Vražja iluzija Davida Berlinskog
- Darwinov anđeo Johna Cornwella
- Božji poduzetnik: Je li znanost pokopala Boga? Johna Lennoxa (Oxford: Lion, 2009.)
- Dawkinsova iluzija? Alistera McGratha i Joanne Collicutt McGrath

## Pravne reperkusije u Turskoj
U Turskoj, gdje je knjiga bila prodana u najmanje 6000 kopija, jedan je tužitelj pokrenuo spor o tome je li Iluzija o Bogu bila "napad na svete vrijednosti" nakon koje je slijedila žalba u studenome 2007. godine. Da je osuđen, turski izdavač i prevoditelj Erol Karaaslan suočio bi se sa zatvorskom kaznom zbog poticanja religijske mržnje i vrijeđanja religijskih vrijednosti. U travnju 2008. godine sud je oslobodio branjenika. U odbacivanju potrebe za konfiskacijom kopija knjige predsjedavajući sudac izjavio je da bi njezina zabrana "iz temelja ograničila slobodu mišljenja".
Dawkinsovo mrežno mjesto richarddawkins.net bilo je zabranjeno u Turskoj nešto kasnije iste godine, nakon pritužaba kreacionista Adnana Oktara (Haruna Yahye) zbog navodne difamacije. Do srpnja 2011. godine zabrana je bila ukinuta.

## Intervjui
- "The flying spaghetti monster"  Arhivirana inačica izvorne stranice od 21. kolovoza 2011. (Wayback Machine), intervju sa Steveom Paulsonom, Salon.com, 13. listopada 2006.
- "God vs. Science"  Arhivirana inačica izvorne stranice od 23. kolovoza 2013. (Wayback Machine), rasprava s Francisom Collinsom, TIME, 13. studenoga 2006.
- "The God Delusion", intervju s Georgeom Stroumboulopoulosom, The Hour, 5. svibnja 2007.
- "God . . . in other words"  Arhivirana inačica izvorne stranice od 30. svibnja 2010. (Wayback Machine), intervju s Ruth Gledhill, The Times, 10. svibnja 2007.
- "Richard Dawkins: An Argument for Atheism", intervju s Terryjem Grossom, Fresh Air, 7. ožujka 2008.

## Preporučena literatura
kronološki red izdavanja (najstariji na početku)
- Stephen D. Unwin: Dawkins needs to show some doubt, The Guardian, 29. rujna 2006.
- Crispin Tickell: Heaven can wait, The Financial Times, 30. rujna 2006.
- Paul Riddell: Did Man really create God?, The Scotsman, 6. listopada 2006.
- Mary Midgley: review, New Scientist (zahtijeva predbilježbu). 7. listopada 2006.
- Troy Jollimore: Better Living Without God?, San Francisco Chronicle. 15. listopada 2006.
- PZ Myers: Bad Religion  Arhivirana inačica izvorne stranice od 12. listopada 2008. (Wayback Machine), Seed magazine. 22. listopada 2006.
- Jim Holt: Beyond belief, The New York Times, 22. listopada 2006.
- Terry Eagleton, "Lunging, Flailing, Mispunching", London Review of Books, sv. 28, br. 20, 19. listopada 2006.
- Marilynne Robinson, The God Delusion  Arhivirana inačica izvorne stranice od 13. travnja 2016. (Wayback Machine), Harper's Magazine, studeni 2006.
- Eric W. Lin: Dawkins Says God Is Not Dead, But He Should Be, The Harvard Crimson, 1. studenoga 2006.
- James Wood, "The Celestial Teapot"  Arhivirana inačica izvorne stranice od 12. srpnja 2016. (Wayback Machine) The New Republic, prosinac 2006.
- Michael Fitzpatrick "The Dawkins delusion", Spiked 18. prosinca 2006.
- Bill Muehlenberg, A Review of The God Delusion Part 1, Part 2, na blogu australskog komentatora CultureWatcha
- Robert Stewart: A detailed summary and review of The God Delusion, The Journal of Evolutionary Philosophy. 2006.
- H. Allen Orr. "A Mission to Convert", u The New York Review of Books, 11. siječnja 2007.
- Steven Weinberg: "A deadly certitude"  Arhivirana inačica izvorne stranice od 16. rujna 2009. (Wayback Machine) (zahtijeva predbilježbu), The Times Literary Supplement, 17. siječnja 2007.
- Alister McGrath: The Dawkins Delusion, 15. veljače 2007.
- Scott Hahn: Answering the New Atheism: Dismantling Dawkins' Case Against God, Emmaus Road Publishing, 2008. ISBN 978-1-931018-48-7

## Vanjske poveznice
- Newsnight Book Club – izvadci iz Iluzije o Bogu
- Richard Dawkins interviewed by Laurie Taylor in New Humanist magazine
- Audio  Arhivirana inačica izvorne stranice od 9. siječnja 2009. (Wayback Machine): Richard Dawkins u intervjuu s Brianom Lehrerom
- Video Debata o Iluziji o Bogu